# Rosario Fernández Hevia
Rosario Fernández Hevia, conocida también como Charo Hevia (Mieres, 1959-Valencia, 23 de mayo de 2019), fue una magistrada española. Pasó la mayor parte de su carrera judicial en Gijón, donde llegó a ser jueza decana, antes de trasladarse a la Audiencia Provincial de Valencia. Declarada feminista y militante de izquierdas, como profesional destacó por sus «firmes principios», que defendió «a costa de su prestigio profesional».

## Biografía
Nacida en Mieres, Asturias, se mudó con diez años a Gijón por traslado de su padre. Decidió estudiar Derecho tras producirse el crimen de Atocha contra varios abogados.Inició su carrera profesional en 1986, destinada en Ponferrada, Langreo y Madrid antes de establecerse en Gijón en 1992. Allí fue titular del juzgado de lo Penal n.º  2.
Durante la primera década del siglo XXI tuvo que dejar el juzgado durante unos meses debido a problemas de salud. En 2001 recibió el premio Comadre de Oro de la Tertulia Feminista Les Comadres. La Comisión Disciplinaria del Consejo General del Poder Judicial la expedientó en 2007 por acumular hasta 148 sentencias sin dictar entre 2005 y 2006.
En el año 2015 se incorporó como magistrada a la Audiencia Provincial de Valencia.
En abril de 2019 se jubiló por incapacidad permanente. Falleció el 23 de mayo de ese mismo año por enfermedad pulmonar.
Se le rindió un homenaje en Gijón en diciembre de 2019. Begoña Piñero, presidenta de la Tertulia de Les Comadres, compañera y amiga, recordó a Charo como una mujer «tremendamente comprometida con la causa del feminismo, fue abriendo brecha en una época en la que no era fácil para una jueza pronunciarse públicamente sobre estos temas» considerando que «ser feminista le perjudicó muchísimo en su carrera en la judicatura».

## Posicionamientos
En 1999 Charo Hevia mantuvo un «sonado desencuentro» con varios fiscales, a los que criticaba su «inacción» en los casos de violencia contra la mujer. Esto le ocasionó numerosas enemistades. En 2001 fue reprobada por varios compañeros. Cuando se le comentaban las acusaciones de bajo rendimiento y las amonestaciones, Fernández Hevia solía responder encogiéndose de hombros con un gesto de indiferencia, «sabiendo de por qué y de dónde provenía tal amonestación».
Recordada como una mujer «adelantada a su tiempo» y «coherente con sus ideas», mantuvo a lo largo de su carrera un compromiso firme con el feminismo y la militancia de izquierdas, lo que le costó ser cuestionada profesionalmente. Begoña Piñeiro, de la Tertulia Feminista Les Comadres, afirmó que «las mujeres que sufren violencia de género y el feminismo le tienen mucho que agradecer a Charo».